# وودپالمتون
وودپالمتون (به انگلیسی: Woodplumpton) یک روستا و محله مدنی در بریتانیا است که در پرستون واقع شده‌است. وودپالمتون ۲٬۱۵۴ نفر جمعیت دارد.